# ユキ (KOF)
ユキは、SNKの対戦型格闘ゲーム『ザ・キング・オブ・ファイターズ』シリーズに登場する架空の人物。

## 概要
『ザ・キング・オブ・ファイターズ』（以下『KOF』と表記）シリーズの初代（オロチ編（『KOF'95』 - 『KOF'97』））主人公である草薙京の彼女。ショートカットの少女で、京とは同じ高校のクラスメイト。20歳まで留年している京より2歳年下の18歳である。同じ高校に通う矢吹真吾にとっては先輩であり、師匠の彼女に当たる。開発者によれば、京との出会いは単にごく普通に知り合い、たまたま話していたら気が合った、程度のものだとのこと。
高校では陸上部に所属している。草薙京より大人っぽく、しっかりしていて面倒見も良い。美人で頭もよく、運動もできるのでクラスの中では誰からも好かれるタイプ。物静かだが性格は明るい。男子生徒は京を恐れて近づいてこないが、好感を持つ人はいる。留年を繰り返している京を見放さずについていく、健気な女の子。
初出は『KOF'94』。主人公である京に彼女がいるという設定がなされ、その当時は名前や詳細な設定こそ明かされていないものの、日本ステージの背景のモブキャラクターとして登場したり、設定イラストに顔が描かれたりしていた。
『KOF'97』に登場する際に詳細なキャラクター設定がなされ、担当声優はオーディションで決められた。誌上告知で集まった応募総数は1534名。その中から16名が選ばれた。1997年6月15日、東京新橋のヤクルトホールで公開オーディションが行われ、400人以上の観客の前で1次審査をクリアした16人がステージ上でひとりずつユキの台詞を実演したり、フリー演技として歌や朗読などを披露したり、他の声優と台詞の読み合わせを行った。審査には、観客の評価も加えられることでグランプリ受賞者が決められた。
名前の由来は、当時人気を博していた内田有紀から。
『KOF'96』までは特にこれといってストーリーに絡むことはなかったが、『KOF'97』において、伝説では1800年前にオロチの生贄にされたとされるクシナダヒメが現代に転生した存在であることが明かされた。クシナダヒメは、世界を無に帰さんとするオロチにとって、エネルギーを効率的に集めるためのアンテナ役となる存在であり、1800年前の戦いにおいて、オロチはクシナダヒメを生贄に捧げ、エネルギーを得んとして彼女を狙うも、三種の神器に阻止され、オロチおよびオロチ一族の魂は封じられる。それから1800年経った現在において、クシナダヒメの魂は偶然にも京の彼女であるユキとして転生した。このことは現代の三種の神器の誰もが知らないことだったが、三種の神器チームでのデモにおいて七枷社らオロチチームによって明かされる。彼女が狙われていると知った京は凄まじい怒りを見せる。三種の神器チームエンディングでは、京の回想で登場し、「待ってるからね、京」と呼びかける。
『KOF2000』のストーリーでは、ネスツの組織に付け狙われていたところを八神庵に助けられる。その際、庵に「自分の知っている人（京）に似ている」と話す。その後、京の日輪の紋章入りのグローブ（くたびれてボロボロになっている）を握りながら、京の生存と帰りを信じ、健気に帰りを待ち続けるシーンが描かれる。
『KOF XV』では三種の神器チームのエンディングに再登場し、京と再会し、「おかえり、京」と話しかけている。
『SNK GALS' FIGHTERS』では使用キャラクター（隠しキャラクター）として登場。鞄で攻撃したり、大量の京を呼ぶなど、コミカルで学生らしい技を使用する。また、エンディングでは優勝賞品として「どんな願いでも一つだけ願いを叶える」という「Kの御札」を手に入れ、ミスXに対して「京と仲良くできないのであれば『Kの御札』の力で一生『ミスX』として過ごさせる」と脅しを掛けるという一面も見せている。

## 技の解説
格闘ゲームでプレイヤーキャラクターとして登場するのは『SNK GALS' FIGHTERS』のみであり、使用する技はどれもコメディ色が強いものとなっている。

### 特殊技
プリティバースト
「プリティバースト」は『SNK GALS' FIGHTERS』の共通システムであり、乙女ゲージを1本消費してキャラクターごとに異なる効果を発動する技（システム上は超必殺技と同様の扱い）。ユキの場合はハンバーガーを食べて体力を回復する。
ユキちゃんが転んだ!?
滑って転び、相手に体当たりで突っ込む。

### 必殺技
ユキちゃんの鞄の中身
鞄から物を放り投げてぶつける飛び道具。
ユキちゃん振り回す
その場で回転しながら鞄を振り回す。
百烈照れ隠し
後ろを向いて恥ずかしがりながら片手を前に突き出して連打する。
乙女の叫び
「キャー」（英語版では「NO!」）という悲鳴の文字を実体化させる対空攻撃。
鞄バリアー!?
前方に鞄を突き出して構え、飛び道具を跳ね返すバリアを張る。
さば折り2000
さば折りをするコマンド投げ。なお、「2000」とは『SNK GALS' FIGHTERS』が発売された年号。

### 超必殺技
泣く子は強い
泣きながら相手に向かって突進し、両手を振り回して鞄で殴り続ける。
ユキちゃんのトラップ
相手を突き飛ばし、上空から落下する鉄筋を当てる。
愛の草薙大行進!!
大量の草薙京がユキの背後から現れ、相手に向かって突進していく。

## 登場作品
- ザ・キング・オブ・ファイターズシリーズ（『'94』『'97』『2000』『XV』）
- SNK GALS' FIGHTERS

## 担当声優
- 小島朋子（現・貴杉奈央）（『KOF'97』『KOF 京』）[8]
- 中司ゆう花 （『君はヒーロー』）

## 関連人物
- 草薙京 - 恋人
- 矢吹真吾 - 高校の後輩